# Romexpo
Romexpo, ook bekend als Romexpo Dome of Romexpo Town, is een groot expositiecentrum en overdekte arena in Boekarest, Roemenië. Het wordt voornamelijk gebruikt voor concerten en sportevenementen. Het complex organiseert ook elk jaar meer dan 140 tentoonstellingen en beurzen. Het complex verspreidt zich over 11 paviljoens.
De hoofdconstructie lijkt sterk op de Tokyo Dome. Het ligt dicht bij andere bezienswaardigheden van Boekarest, waaronder het Boekarest World Trade Center, City Gate Towers en het House of the Free Press.

## Concerten
Verschillende internationale artiesten traden al op in de Romexpo: Aerosmith, Alice Cooper, Angela Gheorghiu, David Guetta, Deep Purple, Enrique Iglesias, Iron Maiden, José Carreras, Linkin Park, Metallica, Pink, Rammstein, Santana, Swedish House Mafia, The Cranberries, The Killers, The Prodigy, ...

## Sportevenementen

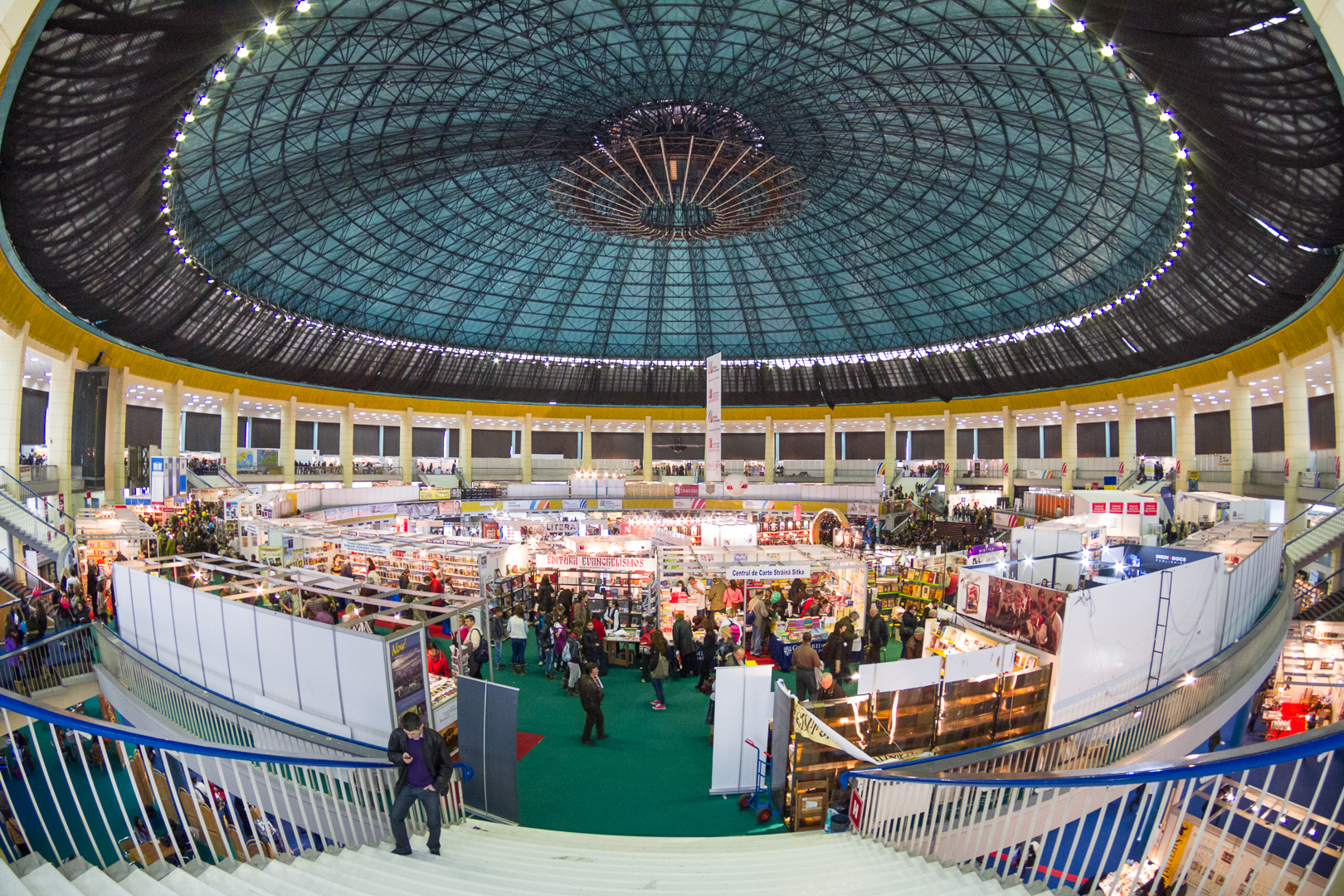
Binnen Romexpo

De arena is een frequente gastheer van kickboksevenementen geweest. K-1 heeft hun grootste jaarlijkse show in Europa gehouden: K-1 World Grand Prix 2010 in Boekarest.
Het grootste evenement tot nu toe was de bokswedstrijd tussen Lucian Bute en Jean-Paul Mendy van het super middengewicht kampioenschap van de International Boxing Federation op 9 juli 2011.
Naast kickboksen en boksen, kan de arena ook gastheer zijn van een verscheidenheid aan andere sportevenementen (bijvoorbeeld tennis en handbal).